# اوضاع خیلی بد
اوضاع خیلی بد (به انگلیسی: Very Bad Things) فیلمی است محصول سال ۱۹۹۸ و به کارگردانی پیتر برگ است. در این فیلم بازیگرانی همچون کامرون دیاز، جان فاورو، دانیل استرن، جرمی پیون، کریستین اسلیتر، لیلند ارسر، جین تریپل‌هورن، جوئی زیمرمان و کوبه تای ایفای نقش کرده‌اند.

## داستان
گروهی از دوستان برای مهمانی مجردی به لاس وگاس می‌روند. برنامه‌های آن‌ها خوب پیش نمی‌رود و یک فاحشه توسط آن‌ها کشته می‌شود…